# Volkswagen ID.3
Volkswagen ID.3 este o mașină de familie mică electrică cu baterie (segmentul C) produsă de Volkswagen din 2019.
Pe 18 februarie 2023, Volkswagen a publicat un teaser video al viitorului ID.3 facelift, debutul fiind programat pentru 1 martie.